# Arnold Sowinski
Arnold Sowinski (Liévin, 17 marzo 1931 – Lens, 2 aprile 2020) è stato un allenatore di calcio e calciatore francese, di ruolo portiere.

## Biografia

### Calciatore
Esordì come calciatore professionista nel 1952, figurando nella rosa del Racing Club de Lens che partecipò alla stagione 1952-1953 di Division 1: raramente impegnato come portiere titolare (solamente nella stagione 1962-1963 totalizzerà 31 presenze), Sowinski totalizzerà 126 presenze in quattordici stagioni della massima serie.

### Allenatore
Ritiratosi dal calcio giocato nel 1966, Sowinski rimase nello staff tecnico del Lens come dirigente del settore giovanile e vice allenatore.
Nel 1969, in seguito al fallimento del club e alla retrocessione in Championnat de France Amateurs, Sowinski fu assunto alla guida tecnica del Lens: dopo averlo riportato in massima divisione grazie alla vittoria del campionato 1972-1973 di Division 2, Sowinski condurrà la squadra verso la prima qualificazione europea grazie alla sconfitta in finale di Coppa di Francia 1974-1975 contro il Saint-Étienne già qualificato in Coppa dei Campioni.
Dopo aver condotto la squadra verso il secondo posto nella stagione 1976-1977, Sowinski fu esonerato al termine della stagione successiva, conclusasi con la retrocessione del club. Fu tuttavia richiamato alla guida della squadra all'inizio della stagione 1979-1980, mantenendo l'incarico anche in quella seguente. Concluse la carriera di allenatore nel 1989, dopo aver allenato il Lens in altre due occasioni, tra il 1988 e il 1989.
La sua attività di allenatore gli ha valso alcune onorificenze, tra cui la più importante è quella di Cavaliere dell'Ordine Nazionale al Merito.

### Morte
Morì per complicazioni da COVID-19 il 2 aprile 2020, all'età di 89 anni.

## Statistiche

### Presenze e reti nei club
| Stagione  | Squadra | Campionato | Campionato | Campionato |
| Stagione  | Squadra | Comp       | Pres       | Reti       |
| --------- | ------- | ---------- | ---------- | ---------- |
| 1952-1953 | Lens    | Division 1 | -          | -          |
| 1953-1954 | Lens    | Division 1 | 1          | -          |
| 1954-1955 | Lens    | Division 1 | -          | -          |
| 1955-1956 | Lens    | Division 1 | 19         | -          |
| 1956-1957 | Lens    | Division 1 | 8          | -          |
| 1957-1958 | Lens    | Division 1 | 22         | -          |
| 1958-1959 | Lens    | Division 1 | 24         | -          |
| 1959-1960 | Lens    | Division 1 | 1          | -          |
| 1960-1961 | Lens    | Division 1 | 19         | -          |
| 1961-1962 | Lens    | Division 1 | -          | -          |
| 1962-1963 | Lens    | Division 1 | 31         | -          |
| 1963-1964 | Lens    | Division 1 | 1          | -          |
| 1964-1965 | Lens    | Division 1 | -          | -          |
| 1965-1966 | Lens    | Division 1 | -          | -          |

## Palmarès

### Giocatore

#### Competizioni nazionali
- Coppa Charles Drago: 2

Lens: 1959, 1960

#### Competizioni internazionali
- Coppa dell'Amicizia: 1

Lens: 1962

### Allenatore

#### Competizioni nazionali
- Campionato francese di seconda divisione: 1

Lens: 1972-1973